# Vesztegzár (Transformers)
Vesztegzár  egy kitalált karakter a Transformers univerzumban.

## Szerepe
Vesztegzár szövetségre lép az emberekkel, mivel le akar vadászni minden autobotot. A Földet Transzformiummá akarja alakítani, hogy az embereket is levadászhassa. Arca emberszerű. Fejében helyezkedik el a fegyvere. Vállán helyezkedik el még két rakétavető. Járműalakja egy 2013-as Lamborghini Aventador LP 700-4 kupé.

## Űrhajó
Űrhajója a Stelljaws. Fedélzetén a vadász katonák és néhány korábbi álca él. Börtönbe vetve vannak a Lovagok és a különböző űrlények, amiket az elpusztított bolygókról szedett össze. A hajón található még egy csigaszerű robot, ami a hulladékot pusztítja el.

## Halála
Optimusz fővezér ölte meg Hongkongban.

## Fordítás
- Ez a szócikk részben vagy egészben  a   Lockdown (Transformers) című angol Wikipédia-szócikk ezen változatának fordításán alapul.  Az eredeti cikk szerkesztőit annak laptörténete sorolja fel. Ez a jelzés csupán a megfogalmazás eredetét és a szerzői jogokat jelzi, nem szolgál a cikkben szereplő információk forrásmegjelöléseként.